# Azerbaidjan al Festival de la Cançó d'Eurovisió 2012
| Edició                   | 2012                                             |
| Televisio(ns) implicades | ITV                                              |
| Nom de la preselecció    | Milli Secim Turu                                 |
| Dates                    | Per determinar                                   |
| Format                   | Festival obert: 8 rondes, 1 semifinal i 1 final. |
| Presentadors             | Per determinar                                   |
| Nombre de participants   | Per determinar                                   |

La televisió amfitriona del Festival, l'azeriana ITV, organitza una preselecció oberta per escollir el seu representant.

## Organització
Els candidats podien enviar les seves propostes a la ITV des del 15 fins al 25 d'octubre de 2011. El nombre final de cançons rebudes va ser de 119.
Una combinació de jurat i televot decidirà a la fase televisada del procés l'artista que representarà el país transcaucàsic a la seva pròpia capital, Bakú.
El jurat que avalua els aspirants està compost per: Leyla Aliyeva, Husniya Maharramova, Zahra Badalbayli, Tunzala Agayeva i Natavan Sheikhova. Aquest jurat va triar 72 aspirants que passen a la fase televisada de la preselecció.
La fase televisada comprèn vuit rondes preliminars (amb 9 aspirants per ronda), una semifinal amb els vuit escollits (un per ronda) i una gran final amb els tres millors semifinalistes.

## Candidats
Els candidats es donen a conèixer a cadascuna de les rondes preliminars.

## Resultats
* Ronda preliminar 1: 2 de desembre de 2011
- Orkhan Karimli - qualificat
- Elnara Hasanova
- Samra Rahimli
- Ramin Guliyev
- Kanan Gadimov
- Amil Gojayev
- Janana Zeynalova
- Orkhan Mirzayev
- Anastasiya Bedritskaya

* Ronda preliminar 2: 9 de desembre de 2011
- Maryam Karimova - qualificat
- Rufat Aliyev
- Mehriban Sadykhova
- Farid Hasanov
- Ilham Hamidov
- Huseyn Abdullayev
- Sehri Rahimova
- Live or Leave
- Elvin Babazadeh

* Ronda preliminar 3: 16 de desembre de 2011
- Khayyam Mustafazadeh - qualificat
- Farid Ramazanov
- Aytaj Valiyeva
- Rustam Allazov
- Rovshan Azizov
- Aysel Guluzadeh
- Yelena Karimova
- Anar Safarov
- Altun Zeynalov

* Ronda preliminar 4: 23 de desembre de 2011
- Fagan Safarov - qualificat
- Nadezhda Mikayilova
- Nigar Babayeva
- Empathy
- Kamran Azizov
- Emin Hasan
- Orkhan Nasibov
- Rinat Aslanov

* Ronda preliminar 5: 30 de desembre de 2011
- Elton Ibrahimov - qualificat
- Azad Shabanov
- Aydin Eyvazzadeh
- Günay Ahmadova
- Fidan Huseynova
- Elnara Kazimova
- Samir Mammadov
- Yan Kashepava
- Süleyman Agakishiyev

* Ronda preliminar 6: 6 de gener de 2012
- Adil Bakhishli - qualificat
- Bakhtiyar Gasimov
- Ramila Muradova
- Habil Ahmadov
- Orhan Efendi
- Elgiz Mammadov
- Cahangir Gasimzadeh
- Vlada Ahundova

* Ronda preliminar 7: 13 de gener de 2012
- Sabina Babayeva - qualificat
- Erkin Osmanli
- AD Gloriam
- Ayla Idrisova
- Kamran Abdullayev
- Hana Hasanova
- Heyal Taghiyev
- Natig Baghirov
- Azer Selimli

* Ronda preliminar 8: 27 de gener de 2012
- Arzu Ismayilova - qualificat
- Tofig Haciyev
- Rinat Allimov
- Ali Memmedli
- Ulker Guliyeva
- Abbas Kerimli
- Zaur Emiraslanov
- Ulvi Rashidov
- Caspian Dreamers